# Teodoret de Cir
Teodoret — grec antic: Θεοδώρητος; llatí: Theodoretus — (Antioquia de l'Orontes, vers 393 – Cir, vers 457) també conegut com a Teodorit (llatí: Theodoritus), tot i que aquesta forma és menys correcta, va ser un dels més eminents eclesiàstics del segle v, i un defensor de la llibertat d'opinió en matèria religiosa.

## Orígens
Era d'una família amb bones condicions econòmiques i profundament religiosa. La seva mare, sobretot, tenia molt de respecte pels ermitans i els ascetes, un dels quals l'havia curada d'una malaltia dels ulls fent el senyal de la creu. Després de tretze anys de matrimoni estèril, que havien passat en oracions demanant un fill, un ermità anomenat Macedoni va anunciar que se li concediria un fill, però amb la condició que hauria d'estar consagrat al servei de Déu. Teodoret va néixer tres anys després de l'anunci, i el seu nom (regal de Déu) va estar relacionat amb el fet.
Va ser instruït en religió per la seva mare. Quan amb prou feines tenia 7 anys va ser enviat a un monestir proper a Antioquia on era hegumen (abat) Euprepi, i allí va estudiar durant quasi vint anys, adqurint també una acurada formació clàssica. Va tenir per instructors a Diodor de Tars (breument) i Teodor de Mopsuèstia i altres eminents. En aquest temps el van nomenar primer lector i després diaca de l'església d'Antioquia pels patriarques Porfiri i Alexandre, i en els seus sermons es va oposar a arrians, macedonis, i apol·linaristes, dels quals n'hi havia un gran nombre a la seva diòcesi.

## Bisbe de Cir
El prestigi obtingut li va valer ser nomenat bisbe. Teodot d'Antioquia, successor d'Alexandre, el va nomenar pel càrrec l'any 420 o potser el 423, segons diferents càlculs que s'han fet a partir dels seus escrits, com a bisbe de Cir (Cyrus o Cyrrhus) una pobre ciutat propera a l'Eufrates a uns dos dies de viatge d'Antioquia i capital del districte de la Cirrèstica, amb una diòcesi que incloïa 800 parròquies.
Morts els seus pares, va heretar una fortuna que va repartir entre els pobres i al seu bisbat no tenia cap propietat ni tan sols una tomba. Amb una part del patrimoni o amb les rendes locals, va fer reformes a la ciutat (pòrtics, dos ponts, banys públics i un aqüeducte) i va atreure a la zona a artistes i professionals, especialment metges. Va intercedir davant l'emperadriu Pulquèria demanant que fossin reduïdes les taxes. Va acollir generosament a Celestiac de Cartago, expulsat d'Àfrica pels vàndals. Després de 25 anys de bisbe podia dir que mai va estar davant d'una cort de justícia i que mai va rebre cap regal. Seguint el seu exemple el clergat es va comportar de manera semblant. A la diòcesi eren importants els heretges marcionites als que va retornar a l'església abans del 449. Ell mateix diu que en va batejar deu mil. En tot el procés de conversió dels heretges va patir grans riscos, i més d'un cop va estar a punt de ser lapidat, però mai va demanat ajuda al poder temporal. Es deia que anaven amb ell un grup de monjos que l'ajudaven en la seva predicació (i el defensaven de les hostilitats), i creien que el diable estava present en els atacs soferts. Un dels monjos, anomenat Jacob, explicava l'aparició de diables i sers sobrenaturals que el demanaven perquè Teodoret perseguia Marció.
En aquests anys va compondre les seves obres exegètiques i d'altra mena. Va donar suport a Nestori, amb qui havia estudiat al monestir d'Euprepi, però no consta que adoptés de les seves doctrines. En tot cas va donar suport a Joan I d'Antioquia i al partit oriental, no tant en suport de Nestori com per oposar-se a la intolerància de Ciril I d'Alexandria, i defensant la llibertat religiosa.

## Controvèrsia sobre Nestori
En una primera etapa de la controvèrsia, l'any 430, va escriure als monjos de Síria i rodalia en resposta als dotze capítols de Ciril que condemnaven Nestori. Al Concili d'Efes l'any 431 va arribar aviat i va demanar al concili d'esperar l'arribada dels bisbes orientals abans de condemnar Nestori. No va ser així i va participar en el sínode posterior que es va celebrar per separat on es van condemnar els procediments del concili i va decretar la suspensió de Ciril. L'emperador Teodosi II el Jove va abraçar la causa de Nestori breument fins que va caure sota influència d'un monjo partidari de Ciril, i va convocar a set bisbes orientals i set africans per explicar els procediments del concili d'Efes. Teodoret va ser un dels delegats orientals i es va presentar a Calcedònia on va esperar l'audiència imperial i mentrestant va ser exclòs de l'església sota influència del partit de Ciril. En arribar l'emperador va defensar la causa dels bisbes orientals amb eloqüència però Teodosi II ja estava inclinat cap a Ciril i els delegats van ser enviats de retorn.
Al seu retorn a Cir, Teodoret va compondre els cinc llibres sobre l'Encarnació (πενταλόγιον ἐνανθρωπώσεως) per explicar el seu punt de vista i defensar-se de l'acusació de nestorianisme i exposar les tendències herètiques de Ciril i la seva injusta conducta al concili d'Efes. En l'obra va defensar també al seu mestre Teodor de Mopsuèstia, a qui Ciril acusava de proposar l'heretgia en els seus escrits. D'aquesta obra només en queden uns quants fragments transmesos en llatí per Marius Mercator, que creia que aquest llibre de Teodoret havia estat inspirat pel diable.
Durant un temps va acceptar les decisions de l'emperador i va intentar convèncer els nestorians d'acceptar la deposició de Nestori (sense deixar de protestar d'aquesta deposició) i quan el partit ortodox va assolir el control total l'any 435, es va erigir en enèrgic opositor de Ciril. Quan Ciril va morir el 444 algunes fonts afirmen que Teodoret va tenir una gran joia.

### Condemna religiosa i reconeixement
El successor de Ciril, Diòscor, va seguir la línia marcada pel seu antecessor i Teodoret amb gran amargor, es va veure obligat a oposar-s'hi. Diòscor va donar suport al partit del monjo Eutiques a Constantinoble que va originar els eutiquians. L'emperador, influenciat pel nou bisbe, va ordenar a Teodoret que no es mogués dels límits de la seva diòcesi (448). Teodoret va obeir però va enviar cartes als grans personatges de l'Imperi, reivindicant la seva conducta i més tard en una segona carta va voler reconciliar-se amb Diòscor, explicant les seves opinions i acceptant els principis teològics de Ciril i Joan I. Però Diòscor va respondre amb un llenguatge violent i acusant-lo de nestorianisme. I en la seva contesta, Teodoret va fer encara més concessions i declarava anatemes els que deien que la Verge no era mare de Déu, i que Crist era només un home. Diòscor va llençar anatema contra Teodoret i poc després va reunir sota la seva responsabilitat, el Segon Concili d'Efes (anomenat el lladronici d'Efes) l'any 449 on Teodoret i els patriarques Flavià de Constantinoble i Domne d'Antioquia (i altres bisbes, tots els quals havien condemnat Eutiques al sínode de Constantinoble del 448) van ser deposats.
L'emperador, que havia influït per tal que Teodoret fos deposat, li va ordenar que es retirés a un monestir a Apamea. Alguns proposaven el seu desterrament. Teodoret va escriure a qui potser era l'únic que el podia ajudar, el papa Lleó III el Gran al que va demanar una entrevista per defensar la seva posició i un concili a l'imperi Occidental per revisar els anatemes. Lleó, que ja s'havia pronunciat contra els eutiquians, va acceptar la declaració de fe de Teodoret i el va absoldre de tot delicte eclesiàstic, però l'emperador es va oposar a la convocatòria d'un concili a Itàlia.
La sobtada mort de Teodosi II el Jove va canviar la situació l'any 450, ja que el seu successor Marcià i l'emperadriu Pulquèria no eren favorables als eutiquians. Teodoret i els altres bisbes deposats van ser cridats de l'exili i podrien recuperar les seves seus després d'un concili que s'havia de fer i que es va reunir inicialment a Nicea i després a Calcedònia (Concili de Calcedònia) el 451. A la vuitena sessió d'aquest va reclamar ser retornat a la seva seu però va ser escridassat pels seus enemics que encara eren nombrosos i acusat de nestorià i d'heretge. Llavors va presentar la seva declaració de fe acceptada pel papa i va ser aplaudit i, per vot unànime, restaurat a la seva seu.

## Creació literària i teològica
Va retornar a Cir on va dedicar la resta de la seva vida a les tasques literàries i a l'estudi. Va morir l'any 457 o 458 i va deixar encarregat de la diòcesi a Hipaci. Encara després de la seva mort, algunes sectes el van seguir combatent, i ocasionalment els escrits de Teodoret van seguir sent condemnats per alguns sínodes en el regnat d'Anastasi (499-512). Va ser honorat amb una estàtua per Justí I. Foci en va escriure un encomi, definint el seu llenguatge com a pur i ben triat i la seva composició clara, rítmica i molt agradable, i dona una llista de les seves obres, no del tot completa. Nicèfor Cal·list Xantopul també fa un llistat de les seves obres, potser complementària.
Els seus escrits principals van ser:
- Εἰς τὰ ἄπορα τῆς θείας γραφῆς κα? ἐκλογήν, Qaestiones in Octateuchum, comentaris sobre els vuit primers llibres de l'Antic Testament.
- Εἰς τὰ ζητούμενα τῶν βασιλειῶν καὶ τῶν παραλειπομένων, comentaris sobre els llibres dels Reis.
- Ἑρμηνεία εἰς τοὺς ἑκατὸν πεντήκοντα ψαλμούς, comentaris sobre el Llibre dels Salms.
- (Ἑρμηνεία εἰς τὸ ᾆσμα τῶν ᾀσμάτων), comentaris sobre el Càntic dels Càntics.
- Εἰς τὸν Ἠσαΐαν προφήτην ἑρμηνεία κατ ἐκλυγήν, comentaris sobre Isaïes,
- Ἑρμηνεία τῆς προφητείας τοῦ θείου Ἱερεμίου, comentaris sobre Jeremies i el Llibre de les Lamentacions.
- Ἑρμηνεία τῆς προφητείας τοῦ θείου Ἰεζεκιήλ, comentaris sobre Ezequiel.
- Ύπόμνημα εἰς τὰς ὁράσεις τοῦ προφήτου Δανιήλ, Comentaris sobre Daniel.
- Ύπόμνημα εἰς τοὺς δώδεκα προφήτας, comentaris sobre els dotze profetes menors.
- Ἑρμηνεία τῶν ιδ ἐπιστολῶν τοῦ ἁγίου ἀποστόλου Παύλου, comentaris sobre 14 epístoles de Sant Pau
- Ἑκκλησιαστικῆς ἱστορίας λόγοι πέντε), Història Eclesiàstica en 5 llibres, considerada de contingut imparcial.
- Φιλόθεος Ἱστορία, o Religiosa Historia, que conté la biografia de trenta eremites.
- Άνατροπή, Censura a Ciril.
- Άναθεματισμοί, Dotze anatemes principals contra Ciril.
- Ἐρανίστης ἤτοι Πολύμορφος, contra els eutiquians dividit en tres diàlegs:
  - Ἄτρεπτος
  - Ἄσυγχυτος
  - Ἀπαθής
- Αἱρετικῆς κακομυθίας ἐπιτομή, o Haereticarum Fabularum Epitome, cinc llibres contra les heretgies en general.
- Λόγοι κζ πρὸς διαφόρους θέσεις, vint-i-set llibres contra diverses propostes dels eutiquians.
- Ἑλληνικῶν θεραπευτική παθημάτων: ἢ εὐαγγελικῆς ἀληθείας ἐξ Ἑλληνικῆς φιλοσοφίας ἐπίγνωσις, Graecarum Affectionum Curatio seu, Evangelicae Veritatis ex Gentilium Philosophia Cognitio, Tractat apologètic de la veritat del cristianisme.
- Περὶ προνοίας λόγοι δέκα, deu oracions a la Providència.
- Diversos discursos, homilies, sermons i tractats menors
- Cent vuitanta-una cartes